# Eupithecia incohata
Eupithecia incohata är en fjärilsart som beskrevs av András Vojnits 1979. Eupithecia incohata ingår i släktet Eupithecia och familjen mätare. Inga underarter finns listade i Catalogue of Life.